# Aaron Slight

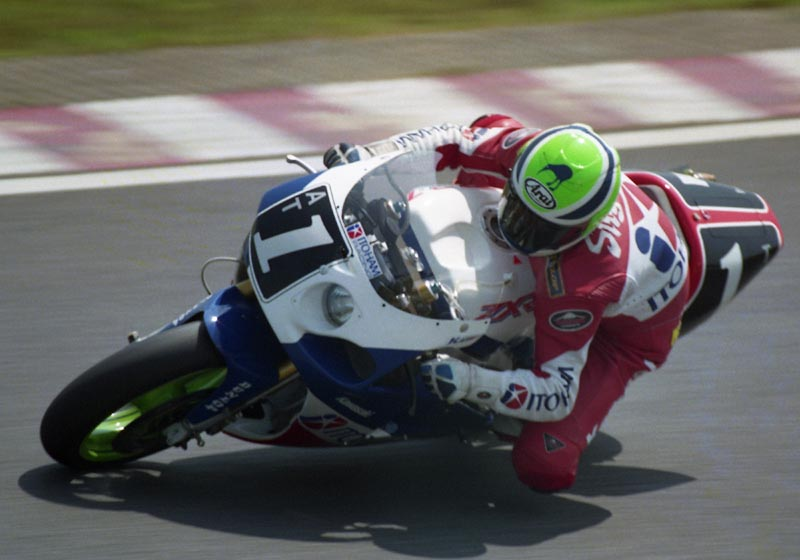
Aaron Slight op de Suzuka International Racing Course in 1993.

Aaron Tony Slight MNZM (Masterton, 19 januari 1966) is een Nieuw-Zeelands voormalig motorcoureur en autocoureur. Tussen 1988 en 2000 nam hij deel aan het wereldkampioenschap superbike, waarin hij dertien overwinningen behaalde en tweemaal als tweede en viermaal als derde in het klassement eindigde.

## Carrière
Slight behaalde zijn eerste successen in de motorsport in 1984, toen hij de titel won in het Nieuw-Zeelandse 250 cc-kampioenschap. In de daaropvolgende drie seizoenen werd hij ieder jaar kampioen in deze klasse. In 1988 maakte hij zijn internationale debuut, toen hij uitkwam in de 250 cc-klasse van het wereldkampioenschap wegrace tijdens de Grand Prix van Japan op een Yamaha als wildcardcoureur. Hij kwam hierin echter niet aan de finish. Ook reed hij dat jaar als wildcardcoureur in het nieuwe wereldkampioenschap superbike op een Bimota in de races op Sugo, waarin hij zevende en veertiende werd. Daarnaast kwam hij voor het eerst uit in de 8 uur van Suzuka, waarin hij samen met Paul Iddon niet aan de finish kwam.
In 1989 werd Slight derde in het Australisch kampioenschap superbike. Hiernaast reed hij voor Kawasaki in drie weekenden van het WK superbike en behaalde zijn eerste podiumfinish met een tweede plaats in zijn thuisrace op Manfeild. In 1990 reed hij in twee weekenden van het WK superbike op Phillip Island en Manfeild, met opnieuw een podiumplaats op Manfeild. In 1991 werd hij kampioen in zowel het Australische als in het pan-Pacifische kampioenschap superbike. In het wereldkampioenschap reed hij in drie raceweekenden, met podiumplaatsen op Sugo en Phillip Island. Verder werd hij samen met Michael Dowson derde in de 8 uur van Suzuka.
In 1992 reed Slight zijn eerste volledige seizoen in het WK superbike op een Kawasaki. Hij won direct in de seizoensopener op Albacete en behaalde in de rest van het jaar nog vijf podiumplaatsen, waaronder twee in zijn thuisraces op Manfeild. Met 249 punten werd hij zesde in het kampioenschap. In 1993 won hij een race op Monza en stond hij in negen andere races op het podium. Met 316 punten werd hij achter zijn teamgenoot Scott Russell en Carl Fogarty derde in de eindstand. Tevens won hij dat jaar voor het eerst de 8 uur van Suzuka, samen met Russell.
In 1994 stapte Slight binnen het WK superbike over naar een Honda. Hij behaalde geen zeges, maar stond wel tien keer op het podium. Zodoende werd hij met 277 punten opnieuw derde in de eindstand, achter Fogarty en Russell. Verder won hij opnieuw de 8 uur van Suzuka, ditmaal samen met Doug Polen. In 1995 behaalde hij twee zeges in het wereldkampioenschap in Albacete en Sentul en stond hij in negen andere races op het podium. Met 323 punten werd hij achter Fogarty en Troy Corser wederom derde in het klassement. Verder won hij samen met Tadayuki Okada de 8 uur van Suzuka, waarmee hij de eerste coureur werd die de race driemaal op een rij op zijn naam wist te schrijven.
In 1996 kreeg Slight met Carl Fogarty een nieuwe teamgenoot. Hij behaalde weliswaar maar een overwinning in Hockenheim, maar stond wel in totaal dertien keer op het podium. Met 347 punten werd hij achter Troy Corser tweede in het eindklassement. In 1997 won hij drie races in Phillip Island, Donington en Hockenheim en stond hij in acht andere races op het podium. Hij kende echter ook een aantal uitvalbeurten en mindere resultaten, waardoor hij in de eindstand zakte naar de derde plaats met 343 punten, achter zijn nieuwe teamgenoot John Kocinski en Fogarty. Verder werd hij samen met Tadayuki Okada zesde in de 8 uur van Suzuka.
In 1998 won Slight vijf races; hij behaalde een overwinning in Nürburg en won twee races in zowel Misano en Spielberg. Hij was tot het eind van het seizoen in de strijd om de overwinning en kreeg hierbij een boost nadat Troy Corser vanwege een blessure niet deel kon nemen aan het laatste weekend op Sugo. Zijn resultaten tijdens dit weekend waren echter niet goed genoeg en hij werd met 5,5 punten achterstand op Carl Fogarty tweede met 347 punten. In 1999 stond hij twaalf keer op het podium, maar won hij geen races. Met 323 punten werd hij achter Fogarty, Colin Edwards en Corser vierde in de eindstand. Tevens werd hij, samen met Edwards, tweede in de 8 uur van Suzuka.
Op 16 februari 2000 was Slight aan het testen op het Circuit Eastern Creek toen hij migraines kreeg en problemen ondervond met zijn zicht en zijn balans. Hierop ging hij naar het ziekenhuis en werd er bij hem een hersenbloeding vastgesteld. De volgende dag onderging hij een operatie en een aantal dagen later werd er verklaard dat hij niet meer in levensgevaar was, maar dat hij in 2000 geen deel meer kon nemen aan races. Een aantal maanden later verscheen hij toch weer aan de start in het WK superbike, nadat hij enkel de eerste drie raceweekenden van het seizoen had gemist. Hij werd echter tijdens het gehele seizoen gehinderd door de gevolgen van zijn hersenbloeding en zijn resultaten waren minder dan in de voorgaande jaren. Hij behaalde niet een podiumfinish en een vierde plaats in Assen was zijn beste resultaat. Met 153 punten werd hij achtste in het kampioenschap. Aangezien hij het moeilijk vond om weer zo competitief te worden als hij was, besloot hij aan het eind van het seizoen om te stoppen als motorcoureur. Hiernaast ontving hij dat jaar de Orde van Verdienste van Nieuw-Zeeland.
In 2001 maakte Slight de overstap naar de autosport en nam hij deel aan twee races van het British Touring Car Championship op Donington Park in een Peugeot 406 Coupé. In de eerste race werd hij zevende, maar in de tweede race wist hij de finish niet te halen. In 2002 reed hij een volledig seizoen in het BTCC in een Vauxhall Astra Coupé. Een zesde plaats op Oulton Park was zijn beste resultaat en hij werd met 32 punten dertiende in het klassement. Tot 2009 reed hij in diverse autosportkampioenschappen, waaronder de Porsche Supercup, de Britse Porsche Carrera Cup en het Britse GT-kampioenschap, alhoewel hij hierin nooit een volledig seizoen reed.